# Олин, Стив
Стивен Роберт Олин (англ. Steven Robert Olin, 4 октября 1965, Портленд, Орегон — 22 марта 1993, Литл-Лейк-Нелли, Флорида) — американский бейсболист, питчер. Выступал в составе «Кливленд Индианс» с 1989 по 1992 год. Погиб в результате несчастного случая.

## Биография
Стив родился 4 октября 1965 года в Портленде, штат Орегон. Кроме него в семье Гэри и Ширли Олин было ещё две дочери — Хизер и Джоэль. Ещё в детстве он выработал свой характерный стиль подачи, который в бейсболе называют «субмариной». Олин успешно играл за команду старшей школы Бивертона, а во время летних каникул выступал за одну из команд Американского легиона. После окончания школы Стив поступил в Университет штата Орегон в Портленде, где с первого же года обучения стал одним из питчеров стартовой ротации бейсбольной команды. За четыре года студенческой карьеры он одержал 29 побед при 24 поражениях и провёл 31 полную игру.
На драфте Главной лиги бейсбола 1987 года Олин был выбран в шестнадцатом раунде клубом «Кливленд Индианс». Профессиональную карьеру он начал в составе «Берлингтон Индианс» в Аппалачской лиге, сыграв в том же году в 25 матчах с пропускаемостью 2,34. В сезоне 1988 года Стив выступал за «Уотерлу» и «Кинстон», в основном в качестве закрывающего, и сделал 23 сейва. После завершения чемпионата он женился на Патти Маккелви, которая впоследствии родила ему дочь и двух сыновей. 
В 1989 году, перепрыгнув через один уровень фарм-системы, был переведён сразу в команду ААА-лиги «Колорадо-Спрингс Скай Сокс». Такому решению способствовало мнение тренера питчеров клуба Рика Адэра. Стив оправдал доверие, сделав за сезон 24 сейва и получив награду Реливеру года в Лиге Тихоокеанского побережья. Также по ходу чемпионата он дебютировал за «Кливленд» в Главной лиге бейсбола. Слабым местом Олина была игра против отбивающих-левшей. По этой причине он часть сезона 1990 года снова провёл в «Колорадо-Спрингс», вернувшись в главную команду «Индианс» только в середине сентября. Шестнадцатого сентября 1990 года в игре с «Милуоки Брюэрс» он сыграл свой единственный в Главной лиге бейсбола матч в качестве стартового питчера.
Первую часть сезона 1991 года Олин выступал за «Скай Сокс», вернувшись в «Кливленд» в середине июля. Он заменил проводившего неудачный сезон Дага Джонса на месте клоузера и до конца чемпионата сделал 17 сейвов. После окончания сезона Джонс покинул команду, а новым главным тренером «Индианс» стал Майк Харгроув, ранее работавший в «Колорадо-Спрингс». При нём Стив окончательно закрепился в статусе клоузера команды. В сезоне 1992 года он сделал 29 сейвов из 36 возможных, став восьмым по этому показателю в Американской лиге.
Двадцать второго марта 1993 года у игроков «Кливленда», находившихся на предсезонных сборах во Флориде, был выходной день. Олин, его партнёр по команде Боб Охеда и тренер по физической подготовке Фернандо Монтес проводили его на ранчо новичка команды Тима Крюса на берегу озера Литл-Лейк-Нелли. Игроки катались на моторной лодке, но не заметили причал соседнего ранчо и врезались в него. Стив Олин погиб на месте, Тим Крюс был доставлен в медицинский центр в Орландо и скончался на следующий день. Причиной смерти обоих игроков стали черепно-мозговые травмы. Охеда также получил несколько травм, но остался жив и вернулся в состав «Индианс» в августе. Расследование полиции установило четыре фактора, способствовавших трагедии: тёмное время суток, высокую скорость лодки, отсутствие освещения на причале и алкоголь в крови Тима Крюса — его содержание превышало допустимую по законам штата норму.
Церемония в память о Стиве Олине была проведена 5 апреля 1993 года, перед последней игрой команды на поле «Кливленд Стэдиум». В течение следующих семи лет после трагедии Индианс не устраивали для своих игроков выходных во время весенних сборов.